# Алвару Мартінш
А́лвару Марті́нш (порт. Álvaro Martins, вимовляється [ˈaɫ.vɐ.ɾu maɾ.ˈtĩʃ]) — португальський мореплавець XV століття, який, як вважається, досліджував західну Атлантику, а пізніше африканське узбережжя.

## Біографія
Згідно книги Гаспар Фрутуозу 1570-х років Saudades da Terra, вважається, що Алвару Мартінс супроводжував Жуана Ваш Корте-Реала в напівлегендарній експедиції, що відкрила невідому Терра-Нова-ду-Бакальхау (досл. "Нова земля тріски ") в Атлантичному океані на початку 1470-х років.
Відомо, що 17 лютого 1474 року Алвару Мартіншу було надано звання капітана Праї на португальському архіпелазі Азорських островів за заслуги перед принцем Фернанду, герцогом Візеу, посаду, яку він обіймав кілька років. Після зникнення Жакома де Брюгге король розділив острів між Ангрою та Праєю, надавши Праю Алвару Мартіншу, а Жуан Ваш Корте-Реал отримав капітанство Ангри. Алвару Мартінш і його син Антан відповідали за укріплення, а також розвиток сільського господарства та торгівлі на півночі Терсейри.
Також кажуть, що він супроводжував Бартоломеу Діаша в його подорожі навколо мису Доброї Надії з 1487 по 1488 роки .